# Asura javanica
Asura javanica är en fjärilsart som beskrevs av Van Eecke 1920. Asura javanica ingår i släktet Asura och familjen björnspinnare. Inga underarter finns listade i Catalogue of Life.